# إريك نيلسن (لاعب كرة قدم مواليد 1938)
إريك نيلسن (بالدنماركية: Erik Nielsen)‏ هو لاعب كرة قدم دنماركي في مركز الوسط، ولد في 14 أكتوبر 1938 في Nykøbing Mors ‏ في الدنمارك. شارك مع منتخب الدنمارك لكرة القدم.

## وصلات خارجية
- إريك نيلسن (لاعب كرة قدم مواليد 1938) على موقع قاعدة بيانات كرة القدم.إي يو (الإنجليزية)
- إريك نيلسن (لاعب كرة قدم مواليد 1938) على موقع ناشيونال فوتبول تيمز (الإنجليزية)